# 茨城県道157号下土木内常陸太田線
茨城県道157号下土木内常陸太田線（いばらきけんどう157ごう しもどぎうちひたちおおたせん）は、茨城県日立市から常陸太田市に至る茨城県の県道である。

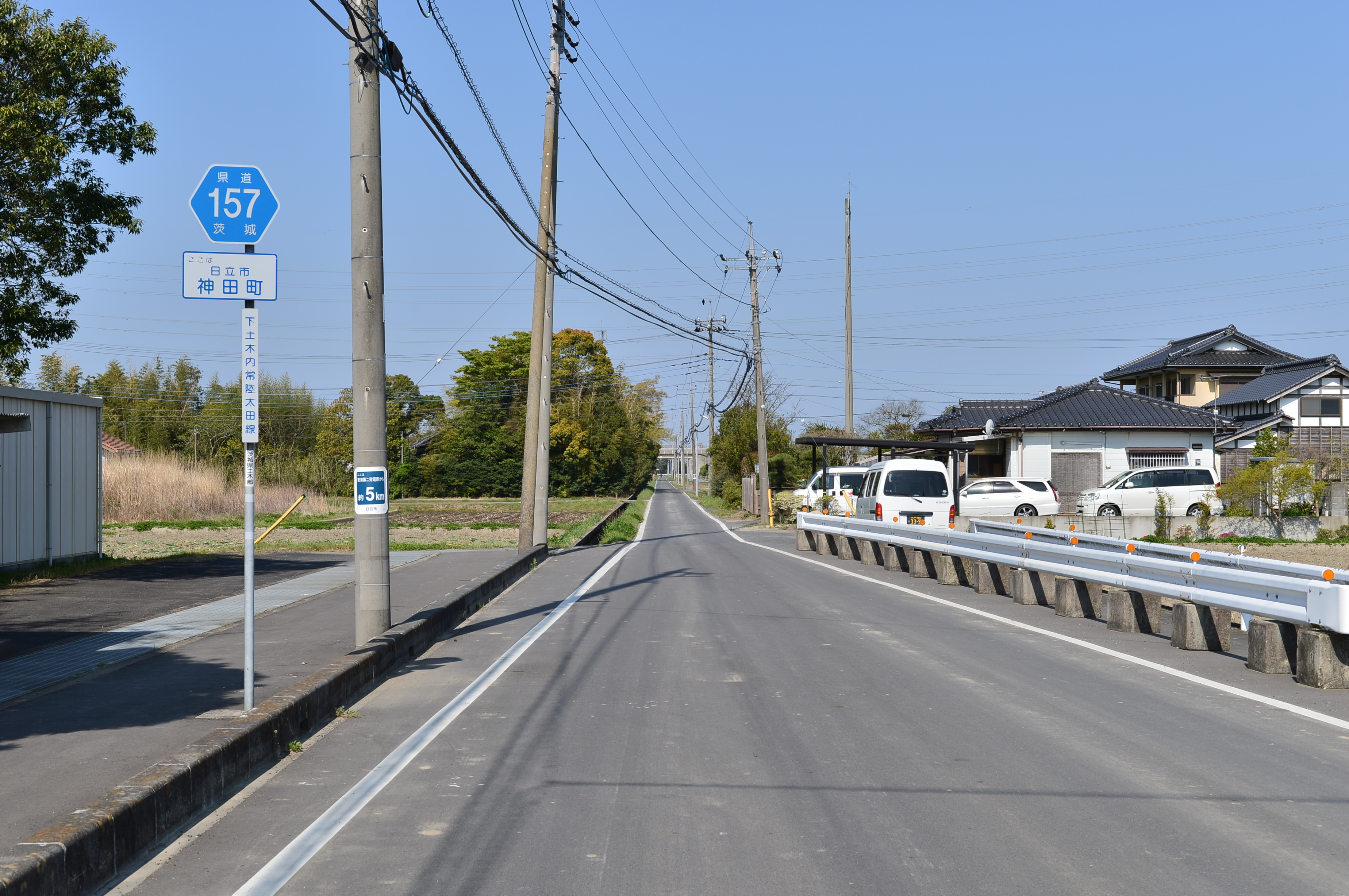
茨城県道157号下土木内常陸太田線
日立市神田町（2015年4月）

## 概要
日立市神田町の国道6号分岐を起点に、日立市・常陸太田市の南部を横断して常陸太田市磯部町の国道349号旧道（棚倉街道）交点を終点とする一般県道の路線である。終点からさらに西へ延長して茨城県道61号日立笠間線まで結ばれる常陸太田市道磯部天神林線とともに構成する、（仮称）常陸太田南部幹線道路の一部区間に位置づけられる。主に、常陸太田市南部と茨城県北臨海部の東海村や日立市大みか地区とを結ぶ、経済活動や地域の日常生活を支え、通勤・通学道路として役割を担う県北地域の幹線道路でもある。

### 路線データ
- 起点：茨城県日立市神田町（国道6号交点、神田町）
- 終点：茨城県常陸太田市磯部町（国道349号旧道交点、磯部町）[3]
- 総延長：5.233 km[4]
- 重用延長：0.046 km[4]
- 未供用延長：なし[4]
- 実延長：5.187 km[4]
- 自動車交通不能区間延長[注釈 1]：なし[4]

## 歴史
1959年（昭和34年）10月14日、新たな県道として日立市下土木内を起点とし、常陸太田市を終点とする区間を本路線とする県道下土木内常陸太田線として茨城県が県道路線認定した。
1995年（平成7年）に整理番号157となり現在に至る。

### 年表
- 1959年（昭和34年）10月14日
  - 現在の路線が県道下土木内常陸太田線（図面対照番号135）として路線認定される[5]。
  - 道路の区域は、日立市下土木内の一級国道六号線分岐から常陸太田市磯部町の主要地方道水戸常陸太田線（現在の国道349号現道にあたる）交点までと決定された[3]。
- 1964年（昭和39年）
  - 3月25日：常陸太田市磯部町の隘路（最小幅員3.4 m、延長792 m）を道路改良[6]。
  - 7月3日：車両制限令第5条1項[注釈 2]に基づく指定（路線対象番号135 下土木内常陸太田線：水戸常陸太田分岐点 - 国道6号線交点）を受ける[7]。
- 1965年（昭和40年）6月24日：里川土地改良区工事により、日立市神田町字納場 - 神田町字蓮町のルート変更・拡幅改良（1,050 m）[8]。
- 1970年（昭和45年）6月11日：常陸太田市内田町 - 同市磯部町の繰船橋を含む狭隘道路（最少幅員3.0 m）を、架け替え改築供用開始[9]。
- 1995年（平成7年）3月30日：整理番号194から現在の番号（整理番号157）に変更される[10]。
- 2010年（平成22年）
  - 2月25日：日立市神田町字小田房 - 常陸太田市竪磐町 - 同市内田町の道路改良バイパス工事の道路区域（1.547 km）を指定[11]。
  - 4月8日：起点付近・日立市神田町字能場 - 同市神田町字小田房の一部区間（延長1.055 km）を道路拡幅改良工事の道路区域に指定[12]。
- 2016年（平成28年）3月30日：常陸太田市落合町 - 同市内田町の狭隘な現道（約0.25 km）を拡幅改良供用開始[13]。
- 2017年（平成29年）3月30日：常陸太田市上土木内町 - 同市内田町の新道の一部（約0.4 km区間）を供用開始[14]。
- 2019年（令和元年）9月26日：日立市神田町 - 常陸太田市上土木内町の新道710 mの供用開始により、パイパス開通[15][2]。
- 2022年（令和4年）7月21日：常陸太田市上土木内町 - 同市堅磐町の旧道（802 m）を指定解除して、市へ移管[16]。
- 2023年（令和5年）1月12日：パイパス供与に伴い、日立市神田町字蓬町 - 同市同町字小田房の旧道（161 m）を指定解除して、市へ移管[17]。

## 路線状況
日立市と常陸太田市を結ぶ最南端のルートだが、狭路区間があり近隣には国道293号が通るので、交通量は少ない。常磐自動車道の下を通過し、常陸太田市に入ると、用水路に沿いながら上土木内の集落を通り抜ける。西小沢の集落に入ると2車線幅になり、久慈川の支流である里川を渡り、太田南バイパス磯部町東交差点の先にある国道349号磯部町交差点で終わる。
起点部の国道6号から入って約2.78kmの区間は、一般車のすれ違いが困難なほど道路の幅が狭い1車線のうえに、カーブが多く見通しが悪いため、一般交通の安全通行および、歩道が未整備のため安全な通学経路確保の観点から支障が出ている。このため、茨城県では安全で円滑な交通の確保を目的に、2004年度（平成16年度）より道路改築事業による道路を拡幅改良する整備を進めている。  

### 道路施設
- 繰舟橋（里川：1970年（昭和45年）3月竣工、常陸太田市内田町 - 磯部町）

## 地理

### 通過する自治体
- 茨城県
  - 日立市 － 常陸太田市

### 交差する道路
- 国道6号（日立市神田町・起点）
- 国道349号（常陸太田市磯部町・終点）

### 沿線
- 常陸太田市立西小沢小学校（2022年3月閉校[18]）
- 常陸太田市立峰山中学校
- JA常陸太田市西小沢